# Marthe Gosteli

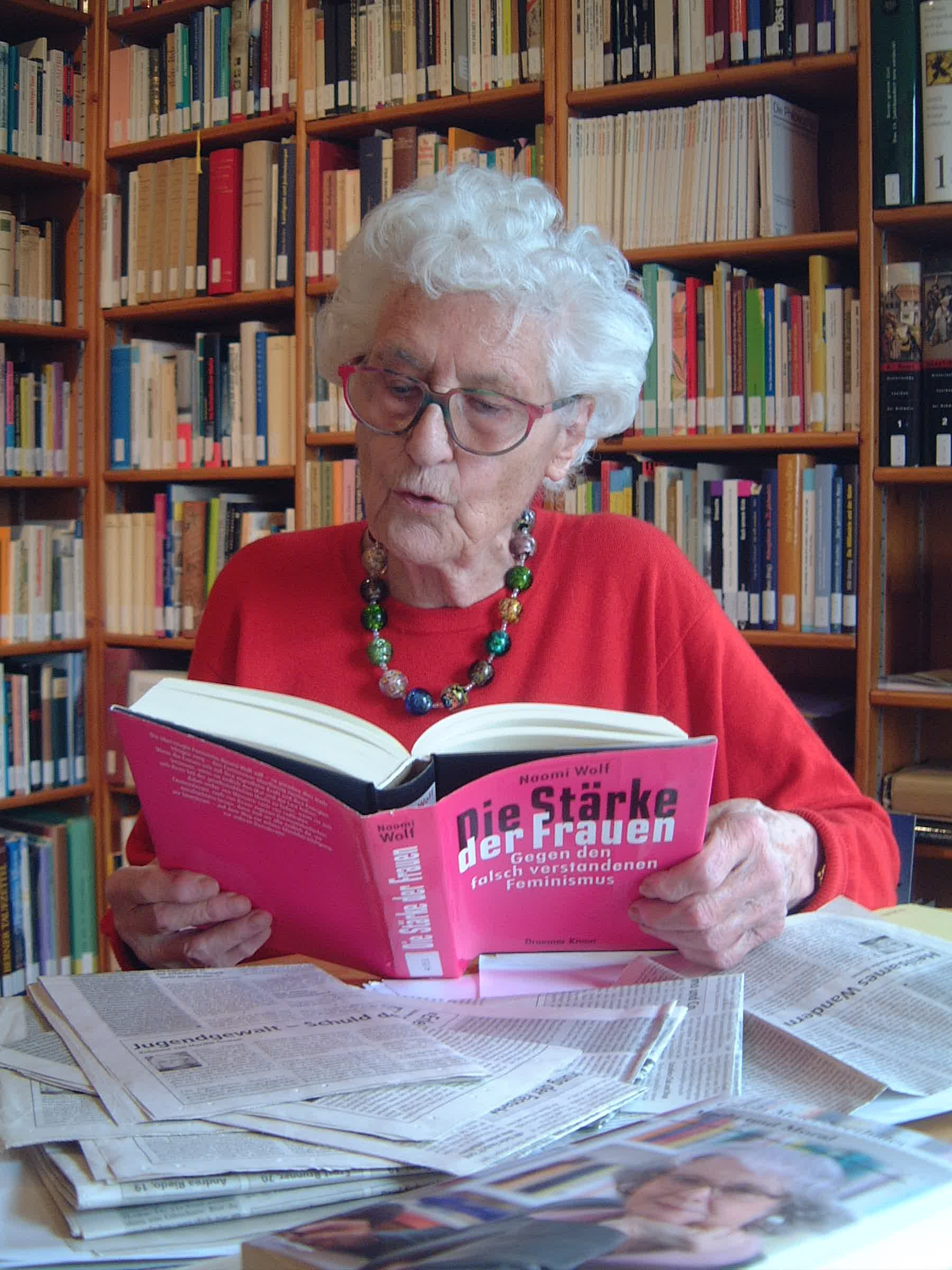
Marthe Gosteli im von ihr gegründeten Archiv zur Geschichte der schweizerischen Frauenbewegung (ca. 2000)

Marthe Gosteli (* 22. Dezember 1917 in Worblaufen, heute Gemeinde Ittigen; † 7. April 2017 in Muri bei Bern; heimatberechtigt in Bolligen) war eine Schweizer Frauenrechtlerin und Gründerin der Gosteli-Stiftung, dem Archiv zur Geschichte der schweizerischen Frauenbewegung.

## Leben

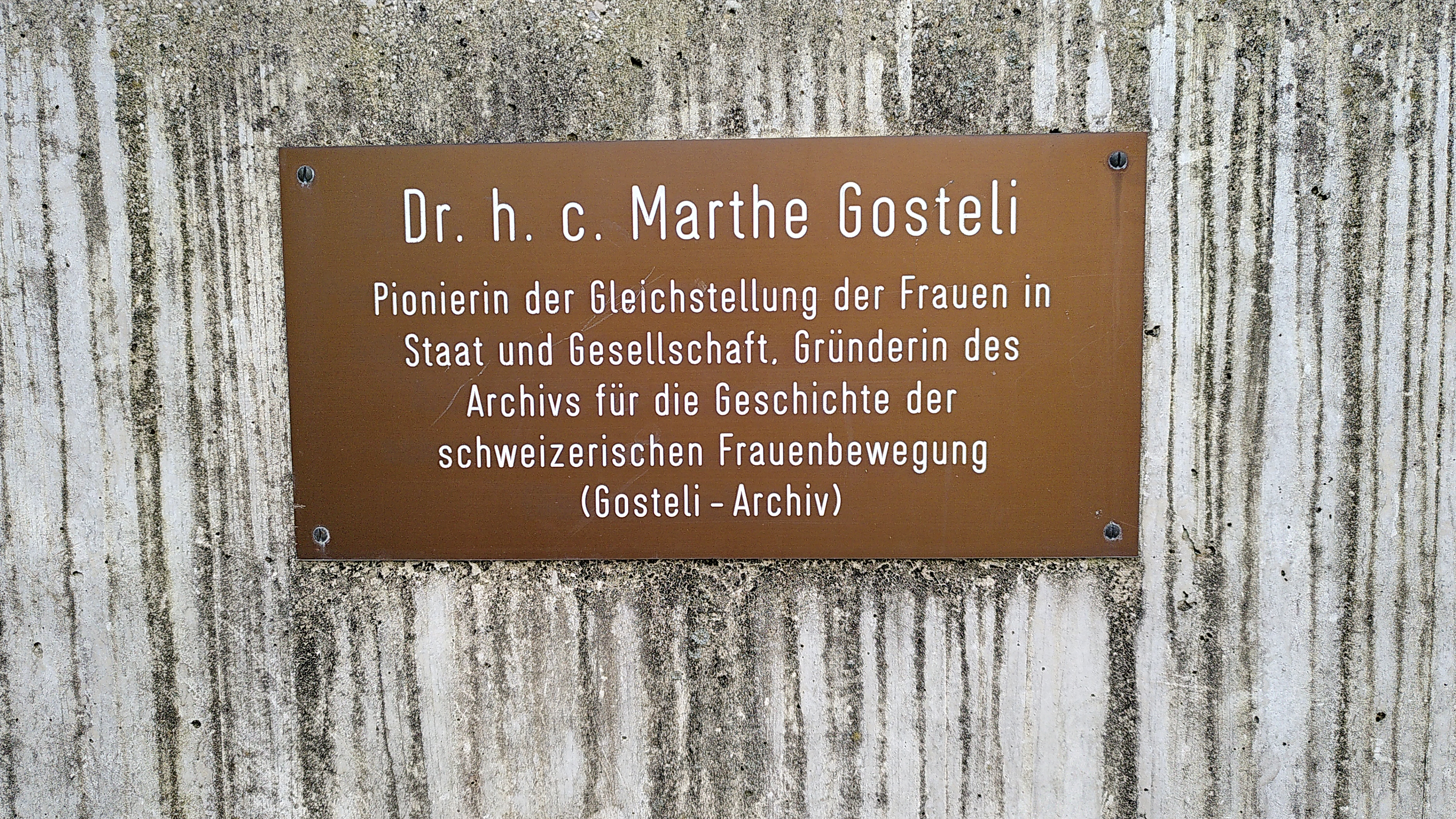
Gedenktafel für Marthe Gosteli in Worblaufen

Marthe Gosteli wurde 1917 auf dem Gut Altikofen in Worblaufen bei Bern geboren, dem Hof ihrer Eltern. Im Wohnstock, wo später das Archiv untergebracht wurde, lebte ihre Grosstante. Gosteli besuchte ein Pensionat in Neuchâtel und eine Schule für höhere Töchter in Bern. Nach dem Tod des Vaters verwalteten Gosteli, ihre Mutter und ihre Schwester das Gut. Bei Verhandlungen mit Behörden wurde ihr bewusst, dass Frauen in der Schweiz die politischen Rechte fehlten. Gosteli absolvierte eine kaufmännische Ausbildung und hielt sich zum Erlernen des Französischen und Englischen in jungen Jahren in der Westschweiz und in London auf.
Während des Zweiten Weltkriegs arbeitete sie für die Abteilung Presse und Funkspruch des Schweizer Armeestabes. Nach dem Krieg leitete sie von 1949 bis 1953 und erneut von 1955 bis 1962 die Filmabteilung des Informationsdienstes an der US-amerikanischen Botschaft in Bern.
Ihre Erfahrungen mit den Medien stellte sie ab Mitte der 1960er Jahre ausschliesslich in den Dienst der Schweizer Frauenbewegung. In den Jahren 1964 bis 1968 war sie Präsidentin des bernischen Frauenstimmrechtsvereins, dessen Vorstand sie bereits von 1953 bis 1957 und 1963/1964 angehörte. Von 1968 bis 1972 war sie Vorstandsmitglied und von 1967 bis 1971 Vizepräsidentin des Bundes Schweizerischer Frauenvereine.
1970/1971 präsidierte sie die Arbeitsgemeinschaft der Schweizerischen Frauenverbände für die politischen Rechte der Frau. Diese Organisation trug mit ihrem Verhandlungsgeschick mit dem Bundesrat wesentlich zur Annahme des Frauenstimmrechts auf eidgenössischer Ebene bei.
Im Jahr 2000 gab sie das Buch Vergessene Geschichte – Histoire oubliée über die Geschichte der Schweizer Frauenbewegung von 1914 bis 1963 heraus. Sie verstarb im April 2017 im Alter von 99 Jahren.

## Gosteli-Stiftung

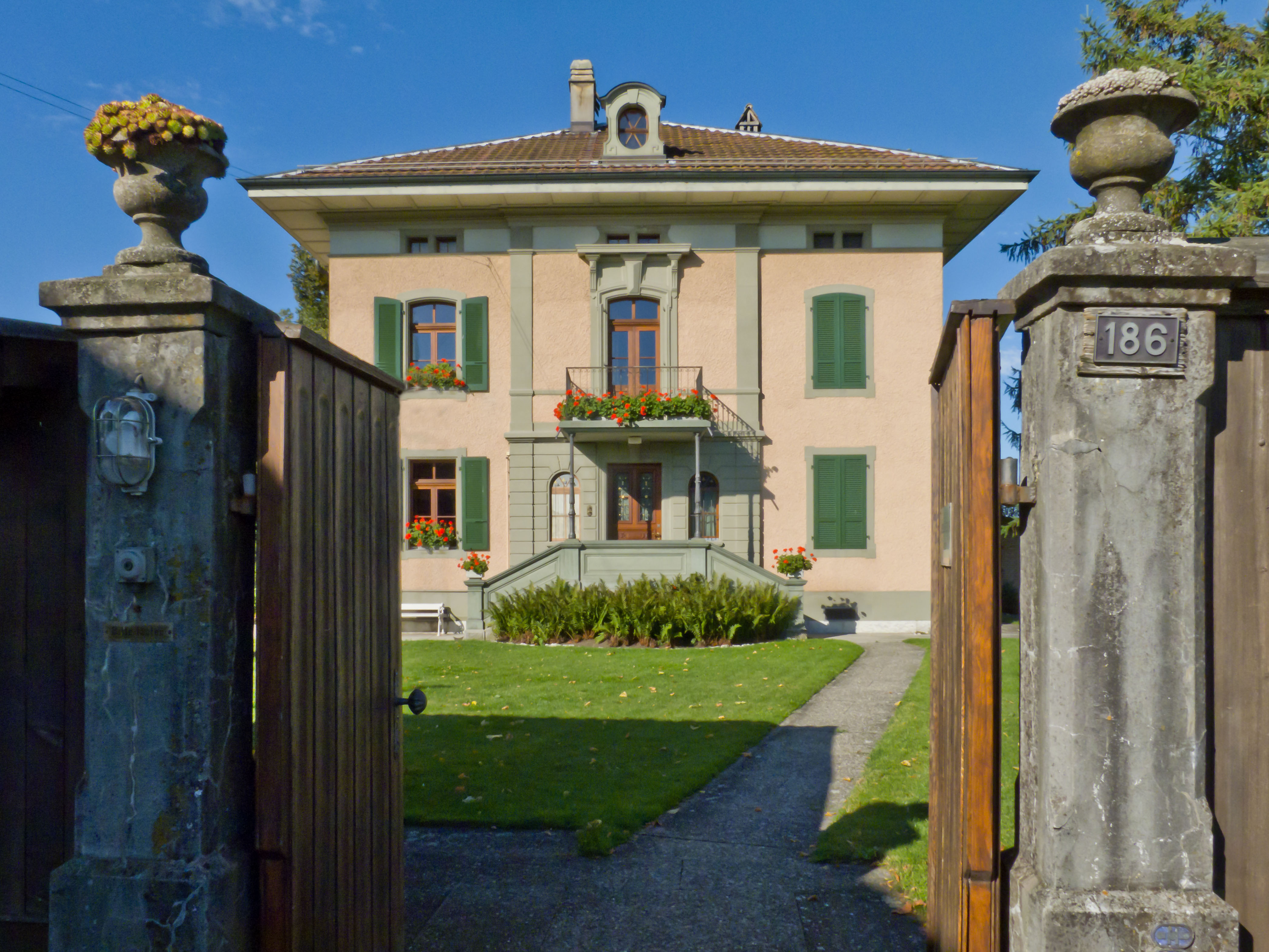
Tor zur Gosteli-Stiftung mit Hauseingang (2011)

Marthe Gosteli gründete das Archiv zur Geschichte der schweizerischen Frauenbewegung und 1982 die Gosteli-Stiftung. Diese betreut von Gostelis Geburtshaus, Gut Altikofen, aus das Archivmaterial der meisten Frauenverbände sowie die Nachlässe wichtiger Frauen der Zeitgeschichte. Das Archiv ist eine einmalige Institution in der Schweiz und kann als historisches Gedächtnis der Schweizer Frauenbewegung bezeichnet werden.

## Auszeichnungen und Ehrungen
- 1989: Trudy-Schlatter-Preis
- 1992: Burgermedaille der Burgergemeinde Bern
- 1995: Ehrendoktorat der Universität Bern
- 2008: Silberne Verdienstmedaille der Ökonomischen und Gemeinnützigen Gesellschaft des Kantons Bern.
- 2011: Menschenrechtspreis der Schweizer Sektion der Internationalen Gesellschaft für Menschenrechte, zusammen mit der Historikerin Beatrix Mesmer[7]
- 2017: Kulturpreis der Berner Burgergemeinde
- 2020: Hörsaal des Departements Gesundheit der Zürcher Hochschule für Angewandte Wissenschaften wurde nach Marthe Gosteli benannt.[8]

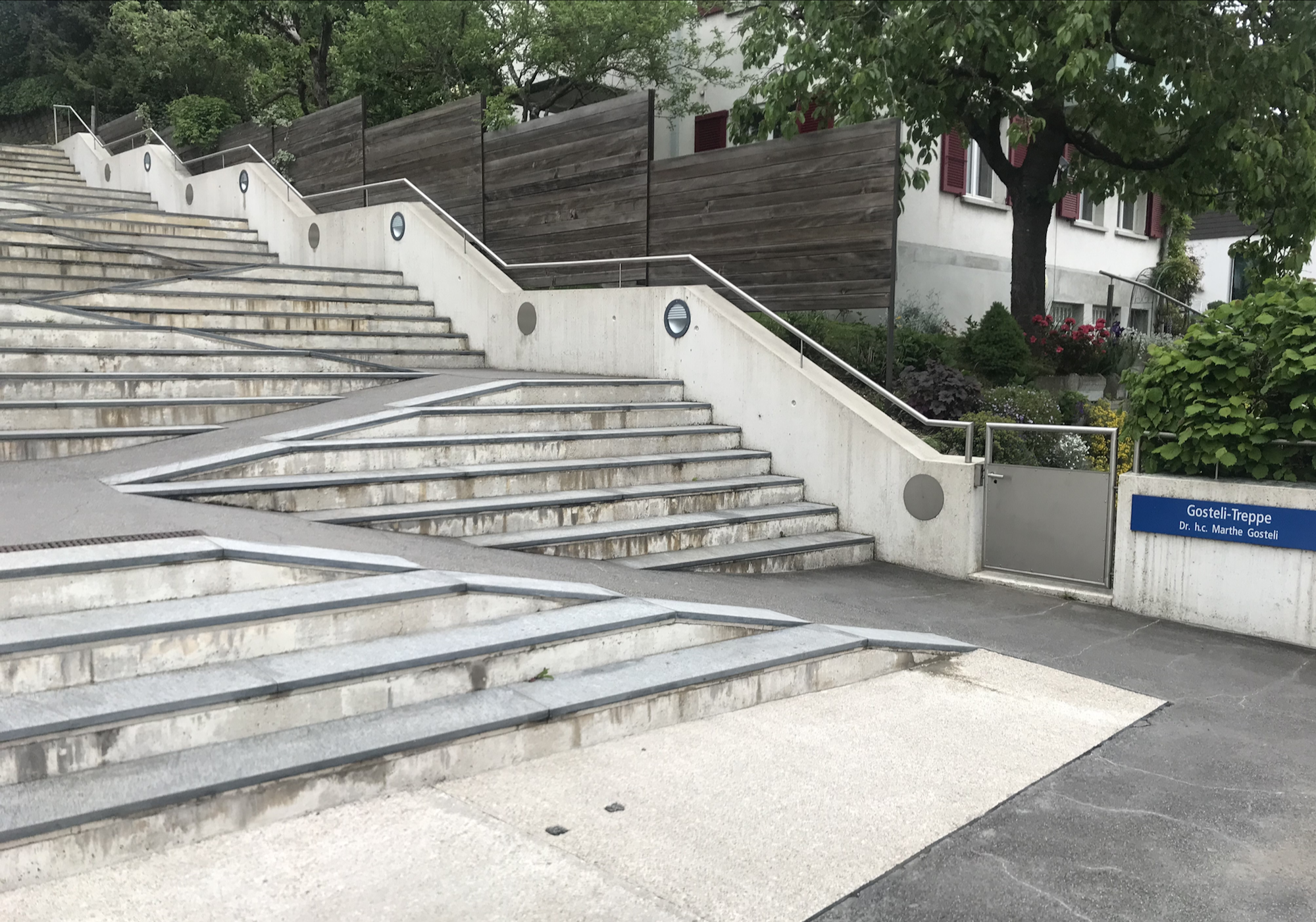
Die Gosteli-Treppe in Worblaufen

Marthe Gosteli zu Ehren wurde in ihrer Heimatgemeinde Worblaufen im Jahr 2009 die Gosteli-Treppe nach ihr benannt.

## Publikationen als Herausgeberin
- Vergessene Geschichte – Histoire oubliée: Illustrierte Chronik der Frauenbewegung 1914–1963. Chronique illustrée du mouvement féministe 1914–1963. 2 Bände. Stämpfli, Bern 2000, ISBN 3-7272-9256-3.
- Verena E. Müller: Bewegte Vergangenheit. 20 Jahre Archiv zur Geschichte der schweizerischen Frauenbewegung. Stämpfli, Bern 2002, ISBN 3-7272-1270-5.
- mit Peter Moser: Une paysanne entre ferme, marché et associations. Textes d’Augusta Gillabert-Randin 1918–1940. Hier + jetzt, Baden 2005, ISBN 3-03-919012-1.
- Alice Meyer: Anpassung oder Widerstand: die Schweiz zur Zeit des deutschen Nationalsozialismus. Neu herausgegeben mit einem Geleitwort von Marthe Gosteli und einem Nachwort von Christa Altorfer. Huber, Frauenfeld/Stuttgart/Wien 2010, ISBN  978-3-7193-1542-9.